# Palomma Duarte
Paloma Marcos Sanches Silva (São Paulo, 21 de maio de 1977), mais conhecida pelo nome artístico de Palomma Duarte, é uma atriz brasileira. Neta do ator Lima Duarte, cresceu em uma família de artistas e iniciou sua carreira ainda jovem. Paloma destacou-se em diversas novelas e séries de televisão, tornando-se conhecida por sua versatilidade em papéis dramáticos e cômicos, como em Hilda Furacão (1998), Terra Nostra (1999), Mulheres Apaixonadas (2003), Cidadão Brasileiro (2005), Poder Paralelo (2009), Além da Ilusão (2022) e Garota do Momento (2024). Além da televisão, também se dedicou ao cinema e ao teatro ao longo de sua carreira.

## Biografia

### 1986–04: Primeiros trabalhos
Em 1986, aos nove anos, realizou sua primeira peça teatral, Zé Adulto, Zé Criança, e dois anos depois participou de um episódio de Armação Ilimitada. Em 1991 estreou oficialmente na televisão no seriado Grande Pai, do SBT, no qual interpretava uma pré-adolescente cheia de conflitos internos. Durante a produção, Paloma se desentendeu com o diretor Walter Avancini e pediu seu afastamento à Silvio Santos, que o substituiu por Antonino Seabra. Em 1993 assinou com a Rede Globo e interpretou uma gama de personagens adolescentes em Renascer, Tropicaliente, O Fim do Mundo e Anjo de Mim, ganhando notoriedade com o público jovem. Em 1996, aos dezoito anos, fez um ensaio fotográfico nua para a revista Playboy, sendo uma das mais jovens a aparecer na publicação. Em 1998 interpretou sua primeira personagem adulta na minissérie Hilda Furacão, a cômica e inocente Leonor, que popularizou o corte de cabelo curto e cacheado da personagem.
No mesmo ano viveu a baladeira Vilminha na segunda versão de Pecado Capital, personagem que havia sido interpretada por sua mãe na exibição original. Em 1999 interpretou a sofredora Angélica em Terra Nostra, que vivia o contraste entre o sonho de se tornar freira e ter se apaixonado. Em 2001 esteve em Porto dos Milagres como a professora Dulce. Em 2003 ganhou destaque ao interpretar a mimada Marina em Mulheres Apaixonadas, vivendo um triângulo amoroso, ao lado de Rodrigo Santoro e Camila Pitanga. Apesar de não ser antagonista, a personagem se tornou uma das mais detestadas por atrapalhar o principal casal jovem da trama. Após a grande exposição de seu trabalho, porém, Paloma integrou o elenco de Começar de Novo, em 2004, com uma personagem de pouco destaque, sendo seu último trabalho da emissora por alguns anos.

### 2005–presente: Amadurecimento
Em novembro de 2005 assina com a RecordTV. Neste mesmo ano esteve no elenco do filme 2 Filhos de Francisco interpretando Zilu Camargo, pelo qual recebeu o prêmio de melhor atriz no Grande Prêmio do Cinema Brasileiro. Em 13 de março de 2006 estrela sua primeira protagonista em Cidadão Brasileiro, sua personagem de maior maturidade por abordar a época da Ditadura militar no Brasil e ir envelhecendo conforme a passagem de tempo até a atualidade sob caracterização. Paloma foi aclamada pela imprensa pela construção e desenvolvimento de sua personagem no decorrer da trama. Em 2007 co-protagonizou a novela Luz do Sol, interpretando a cômica viúva Verônica, dona de uma agência de casamentos, embora nunca tenha conseguido um relacionamento estável, e que vive uma relação de amor e ódio com um advogado especializado em divórcios. Em 2009 esteve em seu papel de maior destaque em Poder Paralelo, como a atriz amargurada Fernanda, amante do protagonista e de seu maior rival. A personagem foi multifacetada, passando desde um romance lésbico, até ao fato de ser espancada por um dos amantes. Pelo trabalho, Paloma foi indicada pela primeira vez a dois dos maiores prêmios de televisão, o Prêmio Extra de Televisão e o Prêmio Qualidade Brasil.
Paloma foi considerada a principal atriz da emissora, sendo nomeada pela imprensa como a "primeira-dama" da teledramaturgia da Record. Nesta época seu salário foi apurado em torno de R$ 90 mil, o maior do canal, condizente com o de grandes veteranos da Rede Globo. Em 2012 esteve protagonizou Máscaras, interpretando uma personagem misteriosa e sem nome, conhecida apenas como Nameless, trabalhando como agente secreta. Apenas na reta final da novela, apesar de ser uma personagem dúbia, revelou-se que esta chamava Eliza e não fazia parte dos antagonistas, finalizando a trama em um romance. Em 2013 Paloma estrelou o seriado Se Eu Fosse Você: A Série, na Fox Brasil, inspirado pela franquia de filmes de mesmo título. No mesmo ano esteve em sua primeira personagem que não foi protagonista na emissora, Dorotéia, uma bicheira cômica e ninfomaníaca em Pecado Mortal, sendo seu último trabalho da emissora. Em 2015, após dez anos de contrato, Paloma desligou-se da emissora.
Em 2019, após quinze anos afastada, retorna a TV Globo, em Malhação: Toda Forma de Amar. Em 2022 esteve na novela das 18h da emissora, Além da Ilusão, como tia da protagonista vivida por Larissa Manoela.

## Vida pessoal
Paloma é filha da atriz Débora Duarte e do cantor e compositor Antônio Marcos, sendo neta da atriz Marisa Sanches e do ator Lima Duarte, além de meia-irmã da cineasta Daniela Duarte e da cantora Aretha Marcos. Paloma frequentou um colégio interno alemão em São Paulo, porém, por sua rebeldia, acabou parando de estudar aos 14 anos, finalizando apenas o oitavo ano do Ensino fundamental. Nesta época começou a fumar escondida dos pais. Em 1992, aos 15 anos, devido a diversos conflitos com sua mãe, decidiu sair de casa, se emancipando. Em 1993, casou-se com o cantor Renato Lui, com quem ficou por apenas dois anos, até 1995. Em 1994 deu à luz sua primeira filha, Maria Luiza, com apenas 17 anos. Em 1996 começou a namorar o ator Marcos Winter, com quem se casou em 1997, mesmo ano em que teve sua segunda filha, Ana Clara. O casamento durou até março de 2003. Em setembro começa a namorar o cantor Oswaldo Montenegro, com quem se casou em dezembro daquele ano. O casal se separou em janeiro de 2009.
Em dezembro de 2009, iniciou namoro com o ator Gabriel Braga Nunes, com quem contracenava em Poder Paralelo, ficando junto até abril de 2011. No mesmo mês começou a namorar o ator Bruno Ferrari, que terminou seu casamento de sete anos para ingressar no relacionamento. Os dois se casaram em agosto de 2012. Em 28 de abril de 2016 nasce o terceiro filho da atriz, Antônio.

### Ideologia política
A atriz contrapôs sua colega Regina Duarte durante a campanha eleitoral à presidência da república em 2002. No programa de Luiz Inácio Lula da Silva, do PT, Paloma contestou as afirmações feitas por Regina de que com a eleição do petista "o Brasil corria o risco de perder toda a estabilidade que já fora conquistada".  "Um candidato que precisa aterrorizar a população brasileira não merece o meu respeito, a minha confiança e não mereceria jamais ser presidente da República", disse Paloma durante o programa do PT. Ela afirmou ainda que se sentiu "revoltada" com a declaração de Regina Duarte.

## Filmografia

### Televisão
| Ano  | Título                             | Personagem                    | Notas                        |
| ---- | ---------------------------------- | ----------------------------- | ---------------------------- |
| 1988 | Armação Ilimitada                  | Joana                         | Episódio: "18 de agosto"     |
| 1991 | Grande Pai                         | Ana Galvão                    |                              |
| 1993 | Renascer                           | Teresa Cristina Guedes (Teca) |                              |
| 1994 | Tropicaliente                      | Amanda Velasquez              |                              |
| 1996 | O Fim do Mundo                     | Letícia Socó                  |                              |
| 1996 | Anjo de Mim                        | Maria Elvira Monterrey        |                              |
| 1998 | Hilda Furacão                      | Leonor                        |                              |
| 1998 | Você Decide                        | Cátia                         | Episódio: "A Volta Por Cima" |
| 1998 | Pecado Capital                     | Vilma Lisboa (Vilminha)       |                              |
| 1999 | Terra Nostra                       | Angélica Telles de Aranha     |                              |
| 2001 | Porto dos Milagres                 | Dulce Ferraço                 |                              |
| 2001 | Os Normais                         | Roberta                       | Episódio: "Grilar é Normal"  |
| 2003 | Mulheres Apaixonadas               | Marina Gonzaga Moretti        |                              |
| 2004 | Começar de Novo                    | Carmem Nóbrega                |                              |
| 2006 | Prova de Amor                      | Ela mesma                     | Episódio: "13 de março"      |
| 2006 | Cidadão Brasileiro                 | Luíza Sales Jordão            |                              |
| 2007 | Luz do Sol                         | Verônica Mendonça             |                              |
| 2009 | Poder Paralelo                     | Fernanda Lira                 |                              |
| 2012 | Máscaras                           | Nameless / Eliza / Luiza      |                              |
| 2013 | Pecado Mortal                      | Dorotéia Samira Ashcar        |                              |
| 2013 | Se Eu Fosse Você: A Série          | Clarice                       |                              |
| 2017 | Eu, Ela e um Milhão de Seguidores  | Luísa Goldenberg (Luli Gold)  |                              |
| 2019 | Malhação: Toda Forma de Amar       | Lígia Pinheiro Henriques      | Temporada 27                 |
| 2022 | Além da Ilusão                     | Heloísa Camargo               |                              |
| 2023 | Minha Mãe Cozinha Melhor que a Sua | Participante (2° lugar)       | Episódio: "19 de março"      |
| 2024 | Pedaço de Mim                      | Silvia Rosenthal França       |                              |
| 2024 | Garota do Momento                  | Lígia Sobral                  |                              |

### Cinema
| Ano  | Título                         | Personagem       |
| ---- | ------------------------------ | ---------------- |
| 1999 | Zoando na TV                   | Aurora / Monique |
| 2001 | A Partilha                     | Laura            |
| 2003 | Deus É Brasileiro              | Madá             |
| 2005 | 2 Filhos de Francisco          | Zilu Camargo     |
| 2006 | Muito Gelo e Dois Dedos d'Água | Suzana           |
| 2010 | Léo e Bia                      | Marina           |
| 2011 | Teus Olhos Meus                | Ama Leila        |

## Teatro
| Ano  | Título                    | Personagem |
| ---- | ------------------------- | ---------- |
| 1986 | Zé Adulto, Zé Criança     | Zé Criança |
| 1993 | O Brilhante Mágico        |            |
| 2005 | As Mulheres da Minha Vida | Júlia      |
| 2011 | O Gato Branco             | Luciana    |
| 2013 | Espelhos Paralelos        |            |

## Prêmios e indicações
| Ano  | Associações                                 | Categoria                | Nomeações             | Resultado | Ref.   |
| ---- | ------------------------------------------- | ------------------------ | --------------------- | --------- | ------ |
| 1993 | Prêmio APETESP                              | Melhor Atriz             | O Brilhante Mágico    | Indicada  | [ 55 ] |
| 2002 | Prêmio Guarani de Cinema Brasileiro         | Melhor Atriz Coadjuvante | A Partilha            | Indicada  |        |
| 2003 | Prêmio Arte Qualidade Brasil - SP           | Melhor Atriz em Cinema   | Deus É Brasileiro     | Indicada  |        |
| 2003 | Prêmio Arte Qualidade Brasil - RJ           | Melhor Atriz em Cinema   | Deus É Brasileiro     | Indicada  |        |
| 2005 | Prêmio Arte Qualidade Brasil - SP           | Melhor Atriz em Cinema   | 2 Filhos de Francisco | Indicada  |        |
| 2005 | Prêmio Arte Qualidade Brasil - RJ           | Melhor Atriz em Cinema   | 2 Filhos de Francisco | Indicada  |        |
| 2006 | Grande Prêmio do Cinema Brasileiro          | Melhor Atriz Coadjuvante | 2 Filhos de Francisco | Venceu    | [ 14 ] |
| 2006 | Troféu Leão de Ouro                         | Melhor Atriz             | Cidadão Brasileiro    | Venceu    |        |
| 2009 | Prêmio Extra de Televisão                   | Melhor Atriz             | Poder Paralelo        | Indicada  | [ 20 ] |
| 2009 | Prêmio Qualidade Brasil                     | Melhor Atriz             | Poder Paralelo        | Indicada  | [ 21 ] |
| 2010 | Cine PE - Festival do Audiovisual de Recife | Melhor Atriz             | Léo e Bia             | Venceu    | [ 56 ] |
| 2011 | Los Angeles Brazilian Film Festival         | Melhor Atriz             | Teus Olhos Meus       | Venceu    | [ 57 ] |
| 2022 | Melhores e Piores de TV Press               | Melhor Atriz             | Além da Ilusão        | Venceu    | [ 58 ] |
| 2023 | Prêmio APCA de Televisão                    | Melhor Atriz             | Além da Ilusão        | Indicada  | [ 59 ] |